# Mannschaftsaufstellungen der Schacholympiade 1928
Die Tabellen nennen die Aufstellung der Mannschaften bei der Schacholympiade 1928 in Den Haag. Die 17 teilnehmenden Mannschaften spielten ein vollrundiges Turnier mit je einem Spiel gegen jede andere Mannschaft. Zu jedem Team gehörten mindestens vier und maximal sechs Spieler, von denen in jedem Wettkampf vier zum Einsatz kamen. Die Brettreihenfolge war von Runde zu Runde frei wählbar. Zu jeder Mannschaft sind die gewonnenen, unentschiedenen und verlorenen Wettkämpfe sowie die Punktzahlen genannt. Dann folgen zu jedem Spieler seine persönlichen Ergebnisse. Für die Platzierung der Mannschaften waren die Brettpunkte vorrangig.

## Mannschaften

### 1. Ungarn
| Platz | Land          | G  | R | V | Brettp. | Mannschaftsp. |
| ----- | ------------- | -- | - | - | ------- | ------------- |
| 1     | Ungarn        | 12 | 2 | 2 | 44      | 26            |
| Brett | Spieler       | G  | R | V | Punkte  | Partien       |
| 1     | Géza Nagy     | 09 | 5 | 2 | 11,5    | 16            |
| 2     | Endre Steiner | 10 | 3 | 3 | 11,5    | 16            |
| 3     | Árpád Vajda   | 06 | 9 | 1 | 10,5    | 16            |
| 4     | Kornél Havasi | 06 | 9 | 1 | 10,5    | 16            |

### 2. USA
| Platz | Land               | G  | R | V | Brettp. | Mannschaftsp. |
| ----- | ------------------ | -- | - | - | ------- | ------------- |
| 2     | Vereinigte Staaten | 09 | 5 | 2 | 39,5    | 23            |
| Brett | Spieler            | G  | R | V | Punkte  | Partien       |
| 1     | Isaac Kashdan      | 12 | 2 | 1 | 13      | 15            |
| 2     | Herman Steiner     | 06 | 9 | 1 | 10,5    | 16            |
| 3     | Samuel Factor      | 04 | 5 | 2 | 6,5     | 11            |
| 4     | Erling Tholfsen    | 04 | 5 | 4 | 6,5     | 13            |
| 5     | Milton Hanauer     | 01 | 4 | 4 | 3       | 9             |

### 3. Polen
| Platz | Land                | G | R | V | Brettp. | Mannschaftsp. |
| ----- | ------------------- | - | - | - | ------- | ------------- |
| 3     | Polen               | 9 | 4 | 3 | 37      | 22            |
| Brett | Spieler             | G | R | V | Punkte  | Partien       |
| 1     | Kazimierz Makarczyk | 5 | 6 | 5 | 8       | 16            |
| 2     | Paulino Frydman     | 6 | 1 | 5 | 6,5     | 12            |
| 3     | Teodor Regedziński  | 8 | 4 | 1 | 10      | 13            |
| 4     | Mieczysław Chwojnik | 4 | 4 | 3 | 6       | 11            |
| 5     | Abram Blass         | 4 | 5 | 3 | 6,5     | 12            |

### 4. Österreich
| Platz | Land                    | G | R | V | Brettp. | Mannschaftsp. |
| ----- | ----------------------- | - | - | - | ------- | ------------- |
| 4     | Österreich              | 8 | 4 | 4 | 36,5    | 20            |
| Brett | Spieler                 | G | R | V | Punkte  | Partien       |
| 1     | Baldur Hönlinger        | 8 | 4 | 3 | 10      | 15            |
| 2     | Josef Lokvenc           | 7 | 5 | 3 | 9,5     | 15            |
| 3     | Hans Müller             | 5 | 9 | 2 | 9,5     | 16            |
| 4     | Siegfried Reginald Wolf | 3 | 6 | 3 | 6       | 12            |
| 5     | Siegmund Beutum         | 1 | 1 | 4 | 1,5     | 6             |

### 5. Dänemark
| Platz | Land                 | G | R | V | Brettp. | Mannschaftsp. |
| ----- | -------------------- | - | - | - | ------- | ------------- |
| 5     | Dänemark             | 8 | 2 | 6 | 34      | 18            |
| Brett | Spieler              | G | R | V | Punkte  | Partien       |
| 1     | Holger Norman-Hansen | 4 | 5 | 7 | 6,5     | 16            |
| 2     | Erik Andersen        | 9 | 3 | 4 | 10,5    | 16            |
| 3     | Jacob Gemzøe         | 7 | 2 | 7 | 8       | 16            |
| 4     | Karl Ruben           | 6 | 6 | 4 | 9       | 16            |

### 6. Schweiz
| Platz | Land              | G | R | V | Brettp. | Mannschaftsp. |
| ----- | ----------------- | - | - | - | ------- | ------------- |
| 6     | Schweiz           | 6 | 5 | 5 | 34      | 17            |
| Brett | Spieler           | G | R | V | Punkte  | Partien       |
| 1     | William Rivier    | 5 | 5 | 1 | 7,5     | 11            |
| 2     | Fritz Gygli       | 3 | 2 | 5 | 4       | 10            |
| 3     | Erwin Voellmy     | 5 | 4 | 2 | 7       | 11            |
| 4     | Oskar Naegeli     | 3 | 5 | 3 | 5,5     | 11            |
| 5     | Moriz Henneberger | 2 | 2 | 6 | 3       | 10            |
| 6     | Walter Michel     | 6 | 2 | 3 | 7       | 11            |

### 7. Tschechoslowakei
| Platz | Land             | G | R | V | Brettp. | Mannschaftsp. |
| ----- | ---------------- | - | - | - | ------- | ------------- |
| 7     | Tschechoslowakei | 6 | 3 | 7 | 34      | 15            |
| Brett | Spieler          | G | R | V | Punkte  | Partien       |
| 1     | Karl Gilg        | 5 | 4 | 3 | 7       | 12            |
| 2     | Ladislav Prokeš  | 5 | 6 | 1 | 8       | 12            |
| 3     | Amos Pokorný     | 4 | 5 | 3 | 6,5     | 12            |
| 4     | Josef Rejfíř     | 3 | 3 | 4 | 4,5     | 10            |
| 5     | Jan Schulz       | 2 | 3 | 5 | 3,5     | 10            |
| 6     | Alfred Teller    | 3 | 3 | 2 | 4,5     | 8             |

### 8. Argentinien
| Platz | Land                     | G | R | V | Brettp. | Mannschaftsp. |
| ----- | ------------------------ | - | - | - | ------- | ------------- |
| 8     | Argentinien              | 7 | 2 | 7 | 33,5    | 16            |
| Brett | Spieler                  | G | R | V | Punkte  | Partien       |
| 1     | Valentin Fernández Coria | 1 | 3 | 4 | 2,5     | 8             |
| 2     | Carlos Maderna           | 5 | 1 | 5 | 5,5     | 11            |
| 3     | Luis Argentino Palau     | 9 | 2 | 5 | 10      | 16            |
| 4     | Damián Reca              | 4 | 4 | 5 | 6       | 13            |
| 5     | Roberto Grau             | 6 | 7 | 3 | 9,5     | 16            |

### 9. Deutschland
| Platz | Land              | G | R  | V | Brettp. | Mannschaftsp. |
| ----- | ----------------- | - | -- | - | ------- | ------------- |
| 9     | Deutschland       | 7 | 03 | 6 | 31,5    | 17            |
| Brett | Spieler           | G | R  | V | Punkte  | Partien       |
| 1     | Heinrich Wagner   | 3 | 13 | 0 | 9,5     | 16            |
| 2     | Wilhelm Hilse     | 2 | 10 | 4 | 7       | 16            |
| 3     | Wilhelm Schönmann | 5 | 03 | 7 | 6,5     | 15            |
| 4     | Max Blümich       | 5 | 04 | 4 | 7       | 13            |
| 5     | Heinz Förder      | 1 | 01 | 2 | 1,5     | 4             |

### 10. Niederlande
| Platz | Land                   | G | R | V | Brettp. | Mannschaftsp. |
| ----- | ---------------------- | - | - | - | ------- | ------------- |
| 10    | Niederlande            | 6 | 4 | 6 | 31,5    | 16            |
| Brett | Spieler                | G | R | V | Punkte  | Partien       |
| 1     | Henri Weenink          | 3 | 7 | 6 | 6,5     | 16            |
| 2     | Gerard Kroone          | 7 | 4 | 5 | 9       | 16            |
| 3     | Johannes van den Bosch | 1 | 0 | 1 | 1       | 2             |
| 4     | Willem Schelfhout      | 2 | 6 | 3 | 5       | 11            |
| 5     | Willem Wertheim        | 6 | 5 | 3 | 8,5     | 14            |
| 6     | Johan Wertheim         | 0 | 3 | 2 | 1,5     | 5             |

### 11. Frankreich
| Platz | Land                   | G | R  | V  | Brettp. | Mannschaftsp. |
| ----- | ---------------------- | - | -- | -- | ------- | ------------- |
| 11    | Frankreich             | 6 | 04 | 06 | 31      | 16            |
| Brett | Spieler                | G | R  | V  | Punkte  | Partien       |
| 1     | Raoul Gaudin           | 1 | 01 | 03 | 1,5     | 5             |
| 2     | Louis Betbeder Matibet | 3 | 03 | 10 | 4,5     | 16            |
| 3     | Marcel Duchamp         | 1 | 11 | 04 | 6,5     | 16            |
| 4     | Robert Crépeaux        | 3 | 02 | 04 | 4       | 9             |
| 5     | André Muffang          | 9 | 07 | 0  | 12,5    | 16            |
| 6     | Tihomil Drezga         | 2 | 0  | 0  | 2       | 2             |

### 12. Belgien
| Platz | Land               | G | R | V | Brettp. | Mannschaftsp. |
| ----- | ------------------ | - | - | - | ------- | ------------- |
| 12    | Belgien            | 6 | 3 | 7 | 31      | 15            |
| Brett | Spieler            | G | R | V | Punkte  | Partien       |
| 1     | Emmanuel Sapira    | 4 | 5 | 7 | 6,5     | 16            |
| 2     | George Koltanowski | 7 | 5 | 4 | 9,5     | 16            |
| 3     | Isidore Censer     | 4 | 7 | 5 | 7,5     | 16            |
| 4     | Arthur Dunkelblum  | 3 | 9 | 4 | 7,5     | 16            |

### 13. Schweden
| Platz | Land             | G | R | V | Brettp. | Mannschaftsp. |
| ----- | ---------------- | - | - | - | ------- | ------------- |
| 13    | Schweden         | 4 | 5 | 7 | 31      | 13            |
| Brett | Spieler          | G | R | V | Punkte  | Partien       |
| 1     | Gösta Stoltz     | 6 | 5 | 5 | 8,5     | 16            |
| 2     | Ernst Jacobson   | 2 | 2 | 4 | 3       | 8             |
| 3     | Gideon Ståhlberg | 6 | 6 | 3 | 9       | 15            |
| 4     | Ored Karlin      | 2 | 6 | 3 | 5       | 11            |
| 5     | Eric Jonsson     | 2 | 7 | 5 | 5,5     | 14            |

### 14. Lettland
| Platz | Land                | G | R | V | Brettp. | Mannschaftsp. |
| ----- | ------------------- | - | - | - | ------- | ------------- |
| 14    | Lettland            | 5 | 3 | 8 | 30      | 13            |
| Brett | Spieler             | G | R | V | Punkte  | Partien       |
| 1     | Fricis Apšenieks    | 8 | 1 | 7 | 8,5     | 16            |
| 2     | Augusts Strautmanis | 6 | 3 | 7 | 7,5     | 16            |
| 3     | Vladimirs Petrovs   | 5 | 7 | 4 | 8,5     | 16            |
| 4     | Arvīds Taube        | 3 | 5 | 7 | 5,5     | 15            |
| 5     | Alberts Melnbārdis  | 0 | 0 | 1 | 0       | 1             |

### 15. Italien
| Platz | Land               | G | R | V  | Brettp. | Mannschaftsp. |
| ----- | ------------------ | - | - | -- | ------- | ------------- |
| 15    | Königreich Italien | 3 | 3 | 10 | 26,5    | 9             |
| Brett | Spieler            | G | R | V  | Punkte  | Partien       |
| 1     | Mario Monticelli   | 4 | 6 | 04 | 7       | 14            |
| 2     | Antonio Sacconi    | 2 | 8 | 03 | 6       | 13            |
| 3     | Ernesto Hellmann   | 3 | 2 | 03 | 4       | 8             |
| 4     | Remo Calapso       | 0 | 0 | 05 | 0       | 5             |
| 5     | Giulio De Nardo    | 3 | 5 | 04 | 5,5     | 12            |
| 6     | Davide Marotti     | 3 | 2 | 07 | 4       | 12            |

### 16. Rumänien
| Platz | Land         | G | R | V | Brettp. | Mannschaftsp. |
| ----- | ------------ | - | - | - | ------- | ------------- |
| 16    | Rumänien     | 6 | 1 | 9 | 25,5    | 13            |
| Brett | Spieler      | G | R | V | Punkte  | Partien       |
| 1     | Miklos Bródy | 4 | 4 | 8 | 6       | 16            |
| 2     | Zeno Proca   | 3 | 7 | 6 | 6,5     | 16            |
| 3     | János Balogh | 4 | 5 | 7 | 6,5     | 16            |
| 4     | Ion Gudju    | 5 | 3 | 8 | 6,5     | 16            |

### 17. Spanien
| Platz | Land                    | G | R | V  | Brettp. | Mannschaftsp. |
| ----- | ----------------------- | - | - | -- | ------- | ------------- |
| 17    | Spanien                 | 1 | 1 | 14 | 13,5    | 3             |
| Brett | Spieler                 | G | R | V  | Punkte  | Partien       |
| 1     | Valentí Marín           | 1 | 4 | 10 | 3       | 15            |
| 2     | Luis Cortés             | 1 | 5 | 10 | 3,5     | 16            |
| 3     | José Aguilera Bernabé   | 2 | 3 | 11 | 3,5     | 16            |
| 4     | Ángel Ribera Arnal      | 2 | 3 | 11 | 3,5     | 16            |
| 5     | Salvador Mollá y Crespo | 0 | 0 | 01 | 0       | 1             |